# Royal Frenz
Francisco Rabet, in arte Royal Frenz (Santiago del Cile, 14 dicembre 1984), è un cantante, cantautore e musicista cileno naturalizzato svizzero.

## Biografia
Nato a Santiago del Cile, all'età di 5 anni emigra con la sua famiglia in Svizzera (paese d'origine della madre), più precisamente a Lugano nel Canton Ticino. Le prime influenze musicali provengono dai suoi genitori, che lo svezzano con suoni tipicamente Black partendo dal Soul, R&B passando per il Pop ed il Rock, fino alla musica tradizionale latina. Si avvicina alla scrittura e comincia a comporre le prime canzoni in italiano, inglese, spagnolo e francese), percorso fondamentale per delineare il suo doppio ruolo cantante ed MC.
Nel 2002 incontra Claudio Passera (all'epoca DJ S.I.D. ora SuperApe) con cui fonda il primo progetto: Tsunami. Nel 2004 collabora al singolo Loro sono qui, del gruppo rap Havana Clab (composto da Wrong MC & Blasto). Partecipa come guest ai vari concerti del gruppo dandogli modo di esibirsi dal vivo. Sempre più coinvolto fra progetti e collaborazioni, nell'estate del 2005 apprende i fondamentali sulla produzione musicale.
Tra la fine del 2006 ed il 2007 realizza quattro singoli: Take me home, Wannabe (Your everything), Innocents e Rewind firmati da DJ S.I.D. A cavallo tra il 2008 ed il 2010 continua a collaborare con artisti emergenti e non, nelle vesti di producer, MC, cantante e ghostwriter. Nel frattempo nascono i FoolCircle, duo musicale che esordisce con un acoustic cover version del pezzo Billie Jean di Michael Jackson. In seguito realizzano l'inedito I'm gonna save us, brano per la salvaguardia dell'ambiente promossa dal portale MX3 presente sul disco ufficiale della manifestazione IGSU, classificandoli fra i migliori 20 partecipanti su più di 200 iscritti.
Il primo disco ufficiale, Ultimatum viene pubblicato nel 2011. Di matrice prettamente Rap, è anticipato dall'uscita del singolo Irina  e vede la partecipazione dei LexiKO, Manu D (Karma Krew), Ciemme e Michel (Metro*Stars). Registrato al Ciemme Studio di Lugano da DJ Mardoch nell'estate del 2011, viene mixato e masterizzato a Roma da Negrè (BlueNox). Nel 2012 insieme Giuseppe Pugliese (MammutProject), nasce SoUltimatum secondo progetto ufficiale che si discosta dalle sonorità del precedente, con il genere Nu-Soul e R&B. Il primo singolo, Cielo, viene pubblicato il 28 maggio 2012 su YouTube e nelle principali radio svizzere ed italiane.
Dal 2013, grazie all'incontro con i Mack Daddy's decide di consolidare l'esperienza live ed insieme alla band, propone un repertorio che parte dalla sua discografia fino a toccare cover di artisti nazionali ed internazionali riarrangiati dai musicisti. Nel mese di maggio grazie alla vittoria in Music Club (programma di Radio Ticino) si esibisce in Piazza Grande a Locarno davanti a 15'000 presenti. Nel mese di agosto partecipa alla seconda edizione di The Voice of Switzerland, format canoro in onda sul canale televisivo SRF raggiungendo le Blind Auditions, qualificandosi tra i primi 80 concorrenti su più di 1200 partecipanti.
All'inizio del 2014, viene proposta la raccolta intitolata Rewind: '06 – '13, che ripercorre i suoi primi 7 anni di carriera. Al suo interno si possono trovare i singoli degli album precedenti, collaborazioni ed alcuni brani inediti. Nel mese di maggio collabora con Ricardo Ricci, DJ/Produttore ginevrino con cui realizza Ora più che mai, brano dal sapore estivo pubblicato per Universal France. 
Parallelamente al progetto Royal Frenz, vista la cospicua influenza Disco-Funk, decide di realizzare un progetto con lo pseudonimo di François Le Roi, un alter ego legato alla French House di inizio millennio come Daft Punk, Cassius e Modjo. Il primo singolo pubblicato a luglio 2013 si intitola Rainbow. Down the rabbit hole è il secondo singolo uscito esattamente un anno dopo distribuito per BMINT Records. Sulla scia dei brani proposti durante il periodo Francois Le Roi, viene rilasciato il singolo The Party never ends, brano dalle sonorità funky pubblicato il 5 marzo 2015. In data 17 giugno viene rilasciato il singolo Independent girls, in collaborazione con Chippy WorldWide Racing, team al femminile composto da Lizzy Mae e Valentina con cui ha curato le liriche della canzone ed il concept del video.
Durante il 2016-17, si dedica completamente alla realizzazione del suo nuovo album intitolato Through My Kingdom, con atmosfere sempre più French Touch, Soul ed Electro-Pop. I primi singoli You Bring The Sun Out e Queen of the Night vengono pubblicati in concomitanza a novembre 2018 nelle principali radio svizzere, mentre l'LP viene rilasciato sulle principali piattaforme digitali il 14 dicembre 2018. Il terzo singolo, Heartport viene presentato durante la Notte Bianca di Locarno a fine maggio 2019 davanti a 17'000 persone. Il quarto e ultimo singolo Sweet Music viene pubblicato il 31 dicembre 2019 seguita da una pausa artistica di due anni.
Dopo un percorso personale intrapreso atto a ritrovare i propri stimoli artistici e creativi, Francisco decide di ritornare ad utilizzare nuovamente lo pseudonimo di Royal Frenz e grazie al collega Dox Morgan, si pongono le basi per un nuovo progetto che porterà al primo singolo del duo intolato Sliding Doors e dal secondo singolo Uno, Dos, Tres con la cantante Voce Rosa ed il producer SuperApe. Nel frattempo con lo pseudonimo di Melky Sad Æk, ispirato al nome biblico di Melchisedec, rilascia il singolo Thoughts insieme al produttore ORUZ ed in seguito Heartquake prodotto da SuperApe e Christopher Pedretti. Nel 2023 per continuare la tradizione dei singoli estivi viene rilasciato Ma sai che c'è in collaborazione con Dox Morgan e Renea. 
Dal 2022 ricopre il ruolo di Executive Director presso The Enterpreneurs, etichetta indipendente con sede a Lugano. Dal 2024 è al lavoro sul suo nuovo album che avrà modo di incorporare tutti i suoi alterego in un unico progetto. 

## Altre attività
Ha avuto una parentesi radiofonica presso Radio Ticino, presentando insieme a Salvatore Scalia il programma Pop Corn. Inoltre ha realizzato la canzone RFTimbro, inno per il carnavale Rabadan 2014 ed il brano natalizio Christmas RFTree che vede la partecipazione degli speaker dell'emittente.
Insieme a Claudio Passera, Domenico Cusano e Manuel Mullis fonda l'etichetta indipendente The Enterpreneurs (neologismo che unisce i termini Entertainers e Entrepreneurs) con l'intento di promuovere musica di qualità in un contesto locale / globale in maniera sostenibile ed efficace.

## Nicknames
Tra le cose che più lo caratterizzano sono gli svariati nickname/moniker che nel corso degli anni lo hanno accompagnato in progetti musicali oppure come semplici AKA (Also Know As):
- François Le Roi
- Melky Sad Æk
- Felipe Yametti
- N E O L V G Δ
- Punky The Funky Monkey
- Rawyal
- RF el Jefe
- Frenz Kaczynski
- Royal Frenzerer
- El Sol de Suiza
- The Reign Man
- RFZA
- Rojira
- Frake
- FrenzGyver
- Paulo Renuda

## Discografia

### Come Royal Frenz

#### Album in studio
- 2011 - Ultimatum
- 2012 - SoUltimatum
- 2014 - Rewind: '06-'13
- 2018 - Through My Kingdom

#### Singoli
- 2011 - Irina
- 2011 - I R I N A (vs. Ryan Leslie)
- 2012 - Cielo
- 2012 - Appuntamento
- 2013 - Sex ain't love
- 2013 - Resto qui
- 2013 - Rainbow
- 2015 - The Party Never Ends
- 2015 - Independent Girls (feat. Chippy WorldWide Racing)
- 2018 - You Bring The Sun Out
- 2018 - Queen Of The Night
- 2019 - Heartport
- 2020 - Sweet Music
- 2022 - Sliding Doors (con Dox Morgan)
- 2022 - Uno,Dos,Tres (con Dox Morgan, Voce Rosa e SuperApe)
- 2023 - Ma sai che c'è (con Dox Morgan, Renea e SuperApe)

### Come Royal Frenz (Produttore)

#### Album in studio
- 2006 - Là fuori, qua fuori (con Naesh)

### Come Melky Sad Æk

#### Singoli
- 2022 - Thoughts (con ORUZ)
- 2023 - Heartquake

### Come François Le Roi

#### Album in studio
- 2014 - King of my Castle (Mixtape)

#### Singoli
- 2014 - Down the Rabbit hole

### Come FoolCircle

#### Singoli
- 2009 - Billie Jean (Tribute to Michael Jackson)
- 2009 - IGSU (I'm Gonna Save Us)